# Xã Deerwood, Quận Kittson, Minnesota
Xã Deerwood (tiếng Anh: Deerwood Township) là một xã thuộc quận Kittson, tiểu bang Minnesota, Hoa Kỳ. Năm 2010, dân số của xã này là 153 người.